# Baran (ort)
Baran (vitryska: Барань) är en stad i Belarus.   Den ligger i voblasten Vitsebsks voblast, i den nordöstra delen av landet, 190 km öster om huvudstaden Horad Mіnsk. Baran ligger 162 meter över havet och antalet invånare är 11 343.

## Natur och klimat
Terrängen runt Baran är huvudsakligen platt. Baran ligger nere i en dal. Runt Baran är det ganska tätbefolkat, med 104 invånare per kvadratkilometer.. Närmaste större samhälle är Orsja, 7,3 km nordost om Baran.
Omgivningarna runt Baran är en mosaik av jordbruksmark och naturlig växtlighet.  Trakten ingår i den hemiboreala klimatzonen. Årsmedeltemperaturen i trakten är 3 °C. Den varmaste månaden är juli, då medeltemperaturen är 19 °C, och den kallaste är februari, med −13 °C.